# Синклитикия Александрийская
Синклитики́я Александри́йская (др.-греч. Συγκλητική; ~270 год — ~350 год) — христианская монахиня, подвизавшаяся в посте и молитве в Египте, в IV веке. Прославлена в лике святых и почитается в Христианской церкви как преподобная. Память в Православной церкви совершается 5 января (18 января).

## Жизнеописание
Родители Синклитикии были богаты и имели знатное происхождение, незадолго до рождения Синклитикии они переселились из Македонии в Александрию. По этой причине Синклитикия родилась в Египте.
В семье Синклитикии было ещё два сына и дочь. Младший брат блаженной Синлитикии умер в детстве, сестра её была слепая, а старший брат, отказался от женитьбы, ушел в пустыню, единственной надеждой родителей на сохранение рода было замужество Синклитикии.
Обладая красивой внешностью и имея выгодные предложения к замужеству, Синклитикия выбирает жизненный путь угождения Богу через монашество. Синклитикия, отказавшись вступить в брак и возлюбив чистоту девства, всё время проводит в посте и молитве. После смерти родителей Синклитикия раздаёт нищим имущество и со своей слепой сестрой принимает иночество. Обе они поселяются в одной из гробниц, принадлежавших их родственникам. Быстро распространилась слава о подвигах Синклитикии в окрестностях, и множество благочестивых жен и дев приходят к ней для того, чтобы жить под её руководством. В продолжение своей подвижнической жизни святая Синклитикия стала наставницей для монахинь, она словом и делом поучала сестер.
Высоко отзывался о Синклитикии святитель Афанасий Великий, который написал о ней сочинение «Жизнь и наставления преподобной Синклитикии Александрийской».

## Гимнография
Служба Синклитикии Александрийской помещена в Минею, она совершается 5 января, в предпразднество Просвещения, этот же день совершается и память мучеников Феопемпта и Феоны Никомидийских. По этой причине служба состоит из трех составных частей. Преподобной Синклитикии посвящены три стихиры на «Го́споди воззва́х», канон второго гласа без кондака.
Седален преподобной, пятого гласа:
По́стных превзошла́ еси́ ты терпе́ния боле́знь, на Небесе́х наслажда́ешися бо́льшия оби́тели и лу́чшия зари́ испо́лнилася еси́, зане́ му́жески жесто́кий ше́ствовала еси́ путь, победи́вши настоя́щая, и Ангело́м уподо́билася еси́, и ны́не сла́вы причаща́ешися тех.

## Иконография
Иконописец и академик В. Д. Фартусов в своём труде «Руководство к писанию икон святых угодников Божиих. Пособие для иконописцев» об иконографии преподобной Синклитикии пишет следующее: Старица 80 лет, типа греческаго, красива, но худа до невозможности и болезнена; одежды убогия, власяница, мантия и куколь. В руках можно писать хартию по житию: «Иму́щи от ю́ности се́рдце свое́ в любо́вь Небе́сного Жениха́ в Христа́ плене́но, не прележа́ше украше́нию вне́шнему, но вну́треннему, ду́шу свою́ посто́м, воздержа́нием, де́вственным целому́дрием, ума́ чистото́ю украша́ющи, да уго́дно очесе́м Христо́вым яви́тся»